# Długonogi tata
Długonogi tata (ang. Daddy-Long-Legs) – amerykański film niemy z 1919 roku w reżyserii Marshalla Neilana, zrealizowany na podstawie powieści Tajemniczy opiekun autorstwa amerykańskiej pisarki Jean Webster.

## Obsada
- Mary Pickford
- Milla Davenport
- Percy Haswell
- Mahlon Hamilton
- Lillian Langdon